# Franciszek Antoni Kobielski
Franciszek Antoni Kobielski herbu Poraj (ur. 20 października 1679 w Dmenin, zm. 27 stycznia 1755 w Janowie Podlaskim) – biskup łucki i brzeski, kanclerz królowej Marii Józefy, prepozyt krakowskiej kapituły katedralnej w latach 1717–1749, kanonik krakowskiej kapituły katedralnej prebendy Krzeszowska w latach 1708–1717, kanonik kieleckiej kapituły kolegiackiej prebendy Amanuszewska w latach 1705–1711, dziekan kapituły kolegiackiej św. Jana Chrzciciela w Warszawie w latach 1717–1744, kanonik gnieźnieńskiej kapituły katedralnej, kanonik kujawski.

## Życiorys
Krewny i protegowany prymasa Stanisława Szembeka, stronnik Sasów. Temu zawdzięczał karierę duchowną. Wyświęcony w 1706, był kanonikiem łowickim, gnieźnieńskim i włocławskim, prepozytem krakowskim, dziekanem warszawskim. W 1725 został sufraganem kujawskim (biskup tytularny Antaeopolis), w 1736 prekonizowany na biskupstwo kamienieckie, w 1739 na łuckie.
11 sierpnia 1733 na placu Zamkowym w Warszawie wygłosił mowę pogrzebową przed transportem zwłok Sobieskich i Augusta II do Krakowa. W diecezji łuckiej podjął akcję nawracania Żydów, z nikłym jednak skutkiem, np. raz w tygodniu zmuszał ich do wysłuchania kazania głoszonego przez księdza w ich synagodze. 10 lipca 1737 podpisał we Wschowie konkordat ze Stolicą Apostolską.
Zmarł w Janowie Podlaskim i pochowany w podziemiach tamtejszej kolegiaty.

## Odznaczenia
- Orderem Orła Białego (1744)[8].